# Négligeabilité
Ne pas confondre avec Ensemble négligeable en théorie de la mesure
Pour les articles homonymes, voir Fonction négligeable (informatique).
En analyse mathématique, la prépondérance ou négligeabilité relie deux fonctions à valeurs dans {\displaystyle \mathbb {R} } ou {\displaystyle \mathbb {C} }, formalisant la notion que l'une devient insignifiante devant l'autre au voisinage d'un point ou de l'infini.
Par exemple, avec {\displaystyle f:x\mapsto x^{2}} et {\displaystyle g:x\mapsto 3x},  quand {\displaystyle x\rightarrow \pm \infty }, {\displaystyle 3x} devient arbitrairement petit devant {\displaystyle x^{2}}. On dit alors que {\displaystyle g} est négligeable devant {\displaystyle f} ou que {\displaystyle f} est prépondérante devant {\displaystyle g} au voisinage de l'infini, ce que l'on note {\displaystyle g\ {\underset {\infty }{=}}\ o(f).}
Avec la domination et l'équivalence, la négligeabilité est une relation de comparaison. Elle est transitive, mais n'est ni réflexive, ni symétrique.

## Définition
Soient {\displaystyle f} et {\displaystyle g} deux fonctions définies sur une partie {\displaystyle I} de {\displaystyle \mathbb {R} } à valeurs dans  {\displaystyle \mathbb {R} } ou {\displaystyle \mathbb {C} }, et soit {\displaystyle a} un point adhérent à {\displaystyle I} ({\displaystyle a} peut être un réel, {\displaystyle +\infty } ou {\displaystyle -\infty }). 

 On dit que {\displaystyle f} est négligeable devant {\displaystyle g}, ou que {\displaystyle g} est prépondérante devant {\displaystyle f} au voisinage de {\displaystyle a} s'il existe une fonction {\displaystyle \varepsilon }  et un voisinage {\displaystyle V} de {\displaystyle a} tels que : {\displaystyle \varepsilon \ {\underset {a}{\rightarrow }}\ 0}, et {\displaystyle f=\varepsilon g\ } sur {\displaystyle V\cap I}
Ce qui est équivalent à  :

- si {\displaystyle a\in \mathbb {R} } : {\displaystyle \forall \varepsilon >0\quad \exists \eta >0\quad \forall x\in \left]a-\eta ,a+\eta \right[\cap I\quad \left|f(x)\right|\leq \varepsilon \left|g(x)\right|}
- si {\displaystyle a=+\infty } : {\displaystyle \forall \varepsilon >0\quad \exists A\in \mathbb {R} \quad \forall x\in \left[A,+\infty \right[\cap I\quad \left|f(x)\right|\leq \varepsilon \left|g(x)\right|}
- si {\displaystyle a=-\infty } : {\displaystyle \forall \varepsilon >0\quad \exists A\in \mathbb {R} \quad \forall x\in \left]-\infty ,A\right]\cap I\ \quad \left|f(x)\right|\leq \varepsilon \left|g(x)\right|}

Une autre caractérisation plus commode dans le cas où {\displaystyle g} ne s'annule pas au voisinage de {\displaystyle a} est :

{\displaystyle f} est négligeable devant {\displaystyle g} au voisinage de {\displaystyle a} si :
{\displaystyle \lim _{x\rightarrow a}\ \ {f(x) \over g(x)}=0}
On écrit alors {\displaystyle f\,{\underset {a}{=}}\,o(g)}, qui se lit « {\displaystyle f} est un petit {\displaystyle o} de {\displaystyle g} au voisinage de {\displaystyle a} ». C'est une des notations de Landau.
Dans le cas où {\displaystyle g} ne s'annule pas au voisinage de {\displaystyle a} mais s’annule en {\displaystyle a}, f est négligeable devant g au voisinage de {\displaystyle a} si :

{\displaystyle \lim _{\underset {x\neq a}{x\to a}}{\dfrac {f(x)}{g(x)}}=0} et si {\displaystyle f(a)=0}

## Propriétés
- Si {\displaystyle f_{1}\,{\underset {a}{=}}\,o(g)} et {\displaystyle f_{2}\,{\underset {a}{=}}\,o(g)} alors {\displaystyle f_{1}+f_{2}\,{\underset {a}{=}}\,o(g)}.
- Si {\displaystyle f_{1}\,{\underset {a}{=}}\,o(g_{1})} et {\displaystyle f_{2}\,{\underset {a}{=}}\,O(g_{2})} alors {\displaystyle f_{1}f_{2}\,{\underset {a}{=}}\,o(g_{1}g_{2})},
en particulier, si {\displaystyle f_{1}\,{\underset {a}{=}}\,o(g)} et {\displaystyle f_{2}} est bornée au voisinage de a, alors {\displaystyle f_{1}f_{2}\,{\underset {a}{=}}\,o(g)}.
- Si {\displaystyle f\,{\underset {a}{=}}\,o(g)} et {\displaystyle g\,{\underset {a}{=}}\,O(h)}, ou si {\displaystyle f\,{\underset {a}{=}}\,O(g)} et {\displaystyle g\,{\underset {a}{=}}\,o(h)}, alors {\displaystyle f\,{\underset {a}{=}}\,o(h)}
en particulier, {\displaystyle \,{\underset {a}{=}}\,o} est transitive.
- {\displaystyle f\,{\underset {a}{\sim }}\,g\Leftrightarrow f-g\,{\underset {a}{=}}\,o(g)\Leftrightarrow f\,{\underset {a}{=}}\,g+o(g)}.

## Partie principale d'une fonction par rapport à une échelle

### Échelle de comparaison
Une échelle de comparaison {\displaystyle E_{a}} est une famille de fonctions définies au voisinage de a (sauf peut-être en a), non équivalentes à 0 en a, telle que :
{\displaystyle \forall (f,g)\in {E_{a}}^{2}\quad f\neq g\Rightarrow \left(f\,{\underset {a}{=}}\,o(g){\text{ ou }}g\,{\underset {a}{=}}\,o(f)\right)}.

### Définition
Soient f une fonction définie dans un voisinage V de a (sauf peut-être en a), ne s'annulant pas sur {\displaystyle V\setminus \{a\}}, et {\displaystyle E_{a}} une échelle de comparaison en a.
On dit que f admet la fonction {\displaystyle g\in E_{a}} comme partie principale par rapport à l'échelle {\displaystyle E_{a}} s'il existe un réel A non nul tel que {\displaystyle f\,{\underset {a}{\sim }}\,Ag} (ou {\displaystyle f\,{\underset {a}{=}}\,Ag+o(g)}).

### Propriétés
- Unicité en cas d'existence
- Soient {\displaystyle f_{1}} et {\displaystyle f_{2}} admettant respectivement {\displaystyle g_{1}} et {\displaystyle g_{2}} comme partie principale par rapport à l'échelle de comparaison {\displaystyle E_{a}}.

1. La partie principale de {\displaystyle f_{1}f_{2}} par rapport à l'échelle de comparaison {\displaystyle E_{a}} est la même que celle de {\displaystyle g_{1}g_{2}}.
2. Si {\displaystyle g_{1}\,{\underset {a}{=}}\,o(g_{2})} alors {\displaystyle g_{2}} est la partie principale de {\displaystyle f_{1}+f_{2}} par rapport à l'échelle de comparaison {\displaystyle E_{a}}.
3. Si {\displaystyle g_{1}=g_{2}} et {\displaystyle A_{1}+A_{2}\neq 0} alors {\displaystyle (A_{1}+A_{2})g_{1}} est la partie principale de {\displaystyle f_{1}+f_{2}} par rapport à l'échelle de comparaison {\displaystyle E_{a}}.

## Comparaison pour les suites
Une suite n'est qu'un cas particulier de fonction, définie sur {\displaystyle I=\mathbb {N} }, auquel {\displaystyle a=+\infty } est adhérent.
Par conséquent, une suite {\displaystyle (u_{n})} de nombres réels est négligeable devant une suite réelle {\displaystyle (v_{n})} si et seulement si :
il existe une suite {\displaystyle (\varepsilon _{n})} de limite nulle telle que, à partir d'un certain rang, {\displaystyle u_{n}=\varepsilon _{n}v_{n}}
ou encore :
{\displaystyle \forall \varepsilon >0\quad \exists N\in \mathbb {N} \quad \forall n\geq N\quad |u_{n}|\leq \varepsilon |v_{n}|},
ce qui, lorsque {\displaystyle (v_{n})} ne s'annule pas à partir d'un certain rang, équivaut à :
{\displaystyle \lim _{n\to +\infty }{\frac {u_{n}}{v_{n}}}=0}.
On note : {\displaystyle u_{n}=o(v_{n})}.